# Gute Regierungsführung
Gute Regierungsführung (engl.: Good Governance) bezeichnet ein aus Perspektive von Gläubigern der Industriestaaten gutes Steuerungs- und Regelungssystem einer politisch-gesellschaftlichen Einheit wie etwa eines Staates oder einer Gemeinde. Good Governance wurde 1992 von der Weltbank in „Governance and Development“ definiert: „the manner in which power is exercised in the management of a country’s economic and social resources for development“ und basiert auf den gegenüber Schuldnerländern vorgegebenen Konditionalitäten der in den 1990er Jahren in die Kritik geratenen Strukturanpassungsprogramme.

## Konzept und Begriffsgeschichte
Während der Terminus „Regierungsführung“ schon im 15. Jahrhundert aufkam und heute ein Begriff der allgemeinen Fachsprache in der Geschichts- und Politikwissenschaft ist, entstand das Konzept der guten Regierungsführung Ende der 1980er Jahre bei der Weltbank und wurde von den internationalen Organisationen der Entwicklungszusammenarbeit wie UNDP (das Entwicklungsprogramm der Vereinten Nationen) und OECD als positive Umkehrung der negativen Erfahrung aufgenommen. Es handelte sich um eine (jedenfalls rhetorische) Reaktion auf die negativen Folgen der Strukturanpassungsprogramme von IWF und Weltbank.
Hieraus schloss man auf eine Abwesenheit von funktionsfähigen Institutionen, Prinzipien und Strukturen, deren Gesamtheit als „Regierungsführung“ bezeichnet wurde – und als „Gute Regierungsführung“, wenn sie besonders gut funktionierte. Eine einheitliche Definition guter Regierungsführung existiert selbst innerhalb der einzelnen Organisationen nicht. Die Prinzipien der guten Regierungsführung beinhalten jedoch allgemein: Verwaltungstransparenz, Effizienz, Partizipation, Verantwortlichkeit, Marktwirtschaft, Rechtsstaatlichkeit und Gerechtigkeit. Demokratie wird dabei oft nicht explizit angeführt, liegt jedoch dem normativen Konzept der guten Regierungsführung zugrunde und kann vor allem in den Punkten Transparenz und Partizipation gefunden werden. 
Gute Regierungsführung ist demnach eher eine Sammlung von Methoden und Instrumenten, die normativ bestimmte Steuerungsprinzipien und -formen bevorzugen. Damit sei – insbesondere in Zusammenhang mit Themen der politischen Führung in Entwicklungsländern – ein Referenzsystem gegeben, auf dessen Grundlage sich die Qualität politischer Führung und Steuerung bewerten lasse. In neuester Zeit wird der Begriff „Good Governance“ auch im Rahmen von Konzepten der Verwaltungsethik rezipiert und diskutiert.

## Anwendung
- Der Entwicklungshilfe-Ausschuss der OECD (engl.: Development Assistance Committee – DAC) billigte im Dezember 1993 die „Orientierungen für eine partizipative Entwicklung und gute Staatsführung“. Damit unterstreichen die westlichen Geberländer den hohen Stellenwert, den sie einer guten Staatsführung, der Beachtung der Menschenrechte und der Demokratisierung für nachhaltige Entwicklungsfortschritte beimessen. Gleichzeitig wird damit ihr Wille deutlich, in wachsendem Maße die Gewährung entwicklungspolitischer Leistungen mit politischen Reformen in Richtung auf Demokratie und Menschenrechte zu verknüpfen, also eine politische Konditionalisierung der Entwicklungszusammenarbeit zu praktizieren.
- Das AKP-EG-Partnerschaftsabkommen von Cotonou/Benin/Afrika (2000) definiert „Gute Regierungsführung“ in Artikel 9 Abs. 3 wie folgt: „In einem politischen und institutionellen Umfeld, in dem die Menschenrechte, die demokratischen Grundsätze und das Rechtsstaatsprinzip geachtet werden, ist verantwortungsvolle Staatsführung die transparente und verantwortungsbewusste Verwaltung der menschlichen, natürlichen, wirtschaftlichen und finanziellen Ressourcen und ihr Einsatz für eine ausgewogene und nachhaltige Entwicklung. Sie beinhaltet klare Beschlussfassungsverfahren für Behörden, transparente und verantwortungsvolle Institutionen, den Vorrang des Gesetzes bei der Verwaltung und Verteilung der Ressourcen und Qualifizierung zur Ausarbeitung und Durchführung von Maßnahmen insbesondere zur Verhinderung und Bekämpfung der Korruption.“
- Für Hochverschuldete Entwicklungsländer (HIPC), die im Rahmen der HIPC-Initiative der G8-Staaten von Schuldenerlassen profitieren sollen, spielt die gute Regierungsführung für ihre Einstufung eine maßgebliche Rolle.
- Die Afrikanische Union nutzt das Programm African Peer Review Mechanism zur gegenseitigen Evaluation der Qualität des Regierungshandelns.
- Im Jahr 2006 veröffentlichte die Weltbank den Index „Country Policy and Institutional Assessment“. Dieser Index listet 20 Indikatoren der Regierungsführung und Wirtschaftspolitik auf einer sechs-wertigen Skala auf. Er enthält inzwischen konkrete Daten über einen langen Zeitraum hinweg und ermöglicht Vergleiche zwischen der Regierungsführung der verschiedenen Länder.
- Das Büro der Vereinten Nationen für Drogen- und Verbrechensbekämpfung nennt Gute Regierungsführung als einen der wesentlichen Faktoren, um einen Kriminalitätsrückgang zu erreichen.[3]

## Rechtscharakter
Der Begriff „Gute Regierungsführung“ bzw. „Good Governance“ war bei seiner Aufstellung durch Institutionen von Geberländern rechtlich eine einseitige und daher unverbindliche „politische Konditionalisierung bzw. Konditionalität“. Bei der Aufnahme dieser Konditionalität in einzelne, konkrete Verträge mit bestimmten Empfängerländern von Entwicklungshilfe wurde aus „Guter Regierungsführung“ eine bilateral verpflichtende Vertrags-Klausel bzw. -Kondition. Durch die inzwischen erfolgte Verankerung in zahllosen völkerrechtlichen bilateralen und multilateralen Verträgen (z. B. das oben zitierte AKP-EG-Partnerschaftsabkommen mit 92 verschiedenen Staaten) hat der Grundsatz den Rechtscharakter eines allgemeinen Rechtsgrundsatzes des Völkerrechts-Gewohnheitsrechts erhalten. 
Schon seit 1996 kann sich der Grundsatz auf ein Mandat der UN-Vollversammlung stützen (Resolution 50/225), das ausdrücklich u. a. die Stärkung der Regierungskapazitäten für die Politiken und für die Restrukturierung der öffentlichen Verwaltung nennt. Soweit die genannten bilateralen und multilateralen Entwicklungshilfe-Abkommen durch die Parlamente der vertragsschließenden Geber- und Empfängerländer ratifiziert worden sind, sind diese Abkommen und damit der Rechtsgrundsatz von „Good Governance“ auch zum bindenden Rechtsgrundsatz des internen nationalen Rechts der ratifizierenden Staaten geworden. 
Ob der einzelne Staatsbürger oder eine zivilgesellschaftliche Gruppe bzw. Organisation des ratifizierenden Staates von seinem Staat auf einem konkreten Politikfeld, die Erfüllung von „Good Governance“ im Sinne eines Bürger- oder Menschenrechts einfordern kann (Drittwirkung), ist noch ungeklärt.

## Sprachgeschichte
Der Begriff „Regierungsführung“ (bzw. „Governance“) alleine ist allgemein faktisch-deskriptiver, d. h. wertneutraler Natur. Er bezieht sich auf historische und zeitgenössische, veränderte und sich stetig verändernde Steuerungsmechanismen auf den Gebieten Staat, Markt und Bürger-Solidarität. „Gute“ Regierungsführung ist hingegen ein normativ-wertvorschreibendes Ideal, also ein auf diesen Gebieten anzustrebendes Ziel. Im Englischen ist „governance“ ein alter Begriff der allgemeinen Politiksprache zur Beschreibung, Beurteilung und Vergleich der Art und Weise von staatlichem Regierungshandeln. Er stand sprachlich stets in Konkurrenz mit „government“, das doppeldeutig „das Regieren“ (im Sinne eines substantivierten Verbes, auch: the governing) als auch „die Regierung“ (im Sinne der Institution) bedeuten kann. „Governance“ scheint im 20. Jahrhundert zunehmend weniger verwendet und als veraltet angesehen worden zu sein.
Ab 1976 ist „governance“ in der US-amerikanischen Wirtschafts-Fachsprache in dem zusammengesetzten Begriff „corporate governance“ mit der neuen normativen Bedeutung von verantwortungsvoller Unternehmensführung wieder belebt und nicht nur im Englischen, sondern weltweit, auch in der deutschen Wirtschafts-Fachsprache, rezipiert und verbreitet worden.
Ein Jahrzehnt später hat die Weltbank in den USA im Jahr 1989 „governance“ in der neuen Zusammensetzung „good governance“ mit der neuen, ebenfalls normativen Bedeutung von verantwortungsvoller Regierungsführung in die Fachsprache der internationalen Entwicklungspolitik, -zusammenarbeit und -hilfe eingeführt und damit einen der verbreitetsten Begriffe der heutigen Weltsprache geprägt. Chronologisch und inhaltlich drängt es sich auf, dass „good governance“ nach und aus der Verbreitung von „corporate governance“ erwachsen ist.
Von diesen parallelen und dualen fachsprachlich-normativen Begriffen hat sich „governance“ alleine inzwischen gelöst und ist wieder als ein selbständiger, vielgebrauchter deskriptiver Begriff in die allgemeine Fachsprache der Historiker und Politikwissenschaftler zurückgekehrt. „Corporate governance“ und „good governance“ sind heute aufgrund ihrer Massenverwendung als Fremdwörter der deutschen Sprache einzuordnen.
Im Jahr 2007 wurde das neue Grundrecht auf „eine gute Verwaltung“ (engl.: „good administration“) in Art. 41 der Charta der Grundrechte der Europäischen Union kodifiziert, die am 1. Dezember 2009 in Kraft trat. Da „gute Verwaltung“ ein integraler Bestandteil von „good governance“ (gute Regierungsführung) ist, sind die verfassungsmäßig vorgeschriebenen Anforderungen an „gute Verwaltung“ auch bindende Rechtsdefinitionen von „good governance“, unter anderem die Vorschrift, dass Angelegenheiten von staatlichen Organen, Einrichtungen und sonstigen Stellen „unparteiisch, gerecht und innerhalb einer angemessenen Frist behandelt werden“ (Art. 41 Abs. 1; Recht auf Anhörung, auf Aktenzugang, Begründung, Amtshaftung, Abs. 3; Amtssprachen, Abs. 4).
Auch der Begriff „Recht auf gute Verwaltung“ beruht allem Anschein nach inhaltlich und sprachlich auf der Entwicklung der Begriffe „corporate“ und „good governance“.

## Abgrenzung
Die globalisierungskritische und sozialrevolutionäre Bewegung der Zapatistas im Süden Mexikos organisiert die Selbstverwaltung ihrer autonomen Gemeinden über ähnlich klingende „Räte der Guten Regierung“ (Juntas de Buen Gobierno).